# Пучков, Андрей Александрович
Андре́й Алекса́ндрович Пучко́в (род. 4 марта 1970, Киев) — украинский культуролог, архитектуровед, историк, библиограф.

## Биография
Окончил с отличием архитектурный факультет Киевского инженерно-строительного института (1993).
Кандидат архитектуры (1996), старший научный сотрудник (1996), доцент (1999), доктор искусствоведения (2012). Профессор по специальности теория и история культуры (2014). Кандидатская диссертация посвящена исследованию архитектуроведческого наследия А. Г. Габричевского, докторская — поэтике античной архитектуры. Заслуженный деятель искусств Украины (2016).
Учителя (в алфавитном порядке): А. П. Мардер, М. С. Петровский, В. В. Чепелик, В. Е. Ясиевич.
Работал в Государственном НИИ теории и истории архитектуры (1993—2003; с 1995 года — учёный секретарь), Издательском доме А. С.С/А+С, Институте проблем современного искусства Национальной академии искусств Украины (2004—2017, с 2009 года — заместитель директора по научным вопросам). В 2018—2022 — профессор кафедры теории и истории искусства Национальной академии изобразительного искусства и архитектуры. С августа 2022 года — советник Президиума Национальной академии искусств Украины.
В 2013—2018 годах — председатель специализированного учёного совета К 26.460.01 в Институте проблем современного искусства НАИ Украины по защите диссертаций на соискание учёной степени кандидата искусствоведения по специальности 26.00.01 «Теория и история культуры».

## Награды и премии
- 2006 — лауреат Государственной премии Украины в области архитектуры;
- 1995 — лауреат Премии НАН Украины для молодых учёных (ныне — Премия президента Украины для молодых учёных);
- 2015 — лауреат Премии Киевской организации Национального союза художников Украины «Митець» имени Платона Белецкого;
- 2011 — Серебряная медаль Национальной академии искусств Украины;
- 2011 — «Знак Почёта» Киевского городского головы;
- 2025 — Золотая медаль Национальной академии искусств Украины.

## Профессиональные членства
- Член Союза урбанистов Украины (с 1995)[3]
- Член Украинского центра Международного ПЕН-клуба[3]
- Член Национального союза художников Украины (с 2012)[3]
- Член специализированного учёного совета по присуждению учёных степеней доктора и кандидата искусствоведения в Львовской национальной академии искусств (2017—2021)[4]

## Архитектуроведческая концепция А. А. Пучкова
Архитектура, являясь формой культуры и культурного бытия, может быть вычленена из культуры только с какой-нибудь научной целью путём намеренного наведения на резкость. Остальные формы культуры не то чтобы при таком взгляде сходят на нет, но становятся фоном. Применение частнонаучного инструментария перерастает в увлечение каким-либо одним методом или в отсутствие методики. И тогда метод из средства постижения превращается в причину искажения наблюдаемого материала.
Архитектуровед должен быть занят решением двух взаимоисключающих задач, которые принято воспринимать как задачу единую. С одной стороны, речь идёт об изучении структуры, композиции, устройства косной архитектурной формы, каковой она досталась нам для внешнего или (сказал бы хороший искусствовед) феноменологического изучения/рассматривания. С другой стороны, — о некоем тоже косном тексте, который к косности архитектурной формы отношения не имеет, существуя как бы сам по себе, коренясь в самой природе «слова как такового», хотя и посвящён этой форме, и создан в связи с её существованием, является «плотью деятельной, разрешающейся в событие» (О. Мандельштам). Между этими крайностями располагаются предмет и объект обсуждения.
Таким образом, с одной стороны, предметом всякого архитектуроведческого исследования оказывается реальная материальность архитектурной формы как нехудожественное «нагромождение камней», с другой стороны, — реальная материальность текста об этой форме как художественное (дисциплинированное) «нагромождение слов».
Конечно, архитектурная форма изучается тоже как текст, не сводимый к тексту письменному, но существующий в качестве материала, который иным адекватным образом исследовать нельзя. (Структурализм породил методику рассматривать весь мир как систему знаков, совокупность которых и составляет текст.) Самое удивительное, что, изучая и архитектурную форму как снятую форму текста, и текст об этой форме тоже как снятую форму текста, исследователь порождает ещё один текст, некий свой метатекст, в котором и первый (архитектурная форма), и второй (архитектуроведческое письмо) выступают в свою очередь ещё одним, уже «превращённым текстом»: авторским. Все слова оказываются архитектуроцентричными, исследовательский текст, следовательно, тоже архитектуроцентричным, поскольку в нём обсуждаются вопросы, связанные с архитектурой как формой общественного бытия (в терминологии А. П. Мардера).
В самом деле, если принять понятийное различение на архитектуру и архитектурную форму, где первое — область понятия, второе — материальная конкретность вещи, а всё исторически обусловленное богатство письменных текстов о первом и втором — околоархитектурные размышления, рядящиеся то ли в форму архитектуроведения («теории архитектуры», её истории), то ли эмоционально-поэтических рассуждений, то ли сухого специального документа (например, строительный договор), — с логической неизбежностью будем вынуждены признать, что занятие письмом об архитектуре, в какой бы форме оно себя ни выражало, оказывается полем деятельности архитектуроведа, своеобразного «архитектурного герменевта», изучателя «архитектурных» текстов, которые на поверку — архитектуроведческие.
Архитектуровед, сознаёт он это или действует полусознательно, «строит», создаёт особое архитектурное произведение, материальность которого заключена в письменном слове, вещность которого стилистически, орфографически, семантически, по самой природе своей отлична от вещности архитектурного произведения, при помощи этого слова перетолковывается, совпадая с вещностью письма, растя на нём и вырастая. Отсюда архитектуроведение — самостоятельная дисциплина, близкая культурологии, но не тождественная ей, поскольку всякий раз имеет собственные объект и предмет (культурология не имеет строгого объекта, — только предмет: явления культуры), относящиеся к архитектуре как особой форме общественного бытия и выступающие как косные архитектурные формы, и косные письменные свидетельства, имеющие внутри себя образы, мотивы, сюжеты, тропы и фигуры. В этой самостоятельности, даже уникальности занимаемого места, — нерв архитектуроведения как герменевтически ориентированной дисциплины «об архитектуре». Он крепится стоическим каноном стилистических достоинств: ясностью (satheneia), сжатостью (syntomia), уместностью (prepon), обработанностью (kataskeyn) и — непременным литературным задором.

## Книги
Автор более восьмисот опубликованных трудов, среди них книги:
- Пространственные окрестности теории архитектуры: Опыт архитектонической жестикуляции и культурный контекст. — Киев: НИИТИАГ, 1994. — 84 с.
- Архитектоника книги, или Метемпсихоз библиофила: Архитектор И. Ф. Рерберг и отечественная книга 1930-х годов. — Киев: НИИТИАГ, 1995. — 44 с.: ил.
- Архитектуроведческие этюды. — Киев: НИИТИАГ, 1996. — 104 с. — ISBN 5-8238-0430-X.
- Габричевский: Концепция архитектурного организма в мыслительном процессе 20-30-х годов. — Киев: Изд. дом А. С.С, 1997. — 156 с.: ил. — ISBN 5-7707-8973-5.
- Парадокс античности: Принцип художественно-пластической телесности античной архитектуры. — Киев: НИИТИАГ, 1998. — 408 с. — ISBN 966-7452-02-6.
- Юлиан Кулаковский и его время: Из истории антиковедения и византинистики в России. — Киев: Изд. дом А. С.С, 2000. — 352, XXXII с. ил. — ISBN 966-7452-03-4.
- Пуантилизм античного пространства, или Архитектура в эстетике Платона. — Киев: Изд. дом А. С.С, 2000. — 56 с.: ил. — ISBN 966-7452-13-1.
- Пучков А. А., Бабушкин С. В., Бражник Д. Б., Каракис И. И., Кизема И. И., Несмиянова И. В., Червинский А. С. Архитектор Иосиф Каракис: Судьба и творчество (Альбом-каталог к столетию со дня рождения). — Киев: ОО СТАТУС; «Архитектурный союз»; СИМВОЛ-Т, 2002. — 102 с. — ISBN 966-95095-8-0.
- Юлиан Кулаковский и его время: Из истории антиковедения и византинистики в России. — 2-е изд., перераб. и доп. — С.-Петербург: Алетейя, 2004. — 478 с. — ISBN 5-89329-648-6.
- Архитектуроведение и культурология: Избранные статьи. — Киев: Изд. дом А. С.С, 2005. — 608 с.: ил. — ISBN 966-8613-06-6.
- Города: От библейских времён до средневековья. — Киев: Изд. дом А+С, 2005. — 208 с.: ил. — ISBN 966-8613-03-1.
- Очерки о древних и раннесредневековых городах / ИПСИ АИУ. — Киев: Музична Україна, 2006. — 344 с. — ISBN 966-8259-24-6.
- Sine quibus non: Портреты (Альбом авторских линогравюр). — Киев: Изд. дом А+С, 2006. — 64 с.: ил. — ISBN 966-8613-05-8.
- Архитектурно-культурологические очерки: Феномены. Явления. Вещи / ИПСИ АИУ. — Киев: Изд. дом А+С, 2008. — 176 с.: ил. — ISBN 966-8613-32-5.
- Эрехтейон и его кариатиды: Идио-номографический этюд / ИПСИ АИУ. — Киев: Изд. дом А+С, 2008. — 108 с.: ил. — ISBN 966-8613-38-4.
- Поэтика античной архитектуры / ИПСИ АИУ. — Киев: Феникс, 2008. — 992, XXXII с. ил. (недоступная ссылка) — ISBN 978-966-651-659-9.
- Архітектура України у державних преміях: 1941—2007 / За заг. ред. М. М. Дьоміна, М. М. Кондель-Пермінової, А. О. Пучкова; Редкол.: М. М. Дьомін (голова), Г. О. Урусов, Т. Г. Друцька та ін. — Киев: Центр історико-містобудівних досліджень, 2008. — 364 с.: іл.
- Адольф Сонни, киевлянин: Из истории классической филологии в Императорском университете св. Владимира / ИПСИ НАИ Украины. — Киев: Феникс, 2011. — 296 с.: ил. — ISBN 978-966-651-872-2.
- Культура антикварных несходств: Силуэты, профили, личины / ИПСИ НАИ Украины. — Киев: Феникс, 2012. — 448 с.: ил. — ISBN 978-966-651-947-7.
- Нарис історії архітектурознавства / ІПСМ НАМ України. — Київ: Фенікс, 2013. — 196 с.: іл. — ISBN 978-966-136-112-5.
- «Киев» Осипа Мандельштама в интонациях, пояснениях, картинках / Послесловие А. В. Босенко. — Киев: ДУХ І ЛІТЕРА, 2015. — 216 с.: илл., цв. вкл.: 16 с. — ISBN 978-966-378-395-6[источник не указан 3738 дней]
- О текстах, контекстах и предосудительностях: Пять литературоведческих забав / ИПСИ НАИ Украины. — Киев: Феникс, 2016. — 128 с.: ил. — ISBN 978-966-136-326-6.
- Просто неба: Київські нариси / Малюнки С. Сімакової. — Київ: ДУХ І ЛІТЕРА, 2017. — 304 с., з іл.; вкл. 16 с. — ISBN 978-966-378-512-7.
- Мистецтвознавець Григорій Павлуцький, перший український. — Нью-Йорк: Алмаз, 2018. — 144 с.: іл., портр. — ISBN 978-1-68082-011-9.
- «Киев» Осипа Мандельштама в интонациях, пояснениях, картинках / Послесловие А. В. Босенко. — Изд. 2-е, исправ., пересмотр. и доп. — Киев: ДУХ І ЛІТЕРА, 2018. — 224 с.: илл., цв. вкл.: 16 с. — ISBN 978-966-378-588-2
- Між навігаційними щоглами: Профілі українських мистецтвознавців (архітектура і візуальне мистецтво). — Київ: ДУХ І ЛІТЕРА, 2018. — 392 с.: 5 арк. портр. — (Серія «Постаті культури»). — ISBN 978-966-378-620-9
- Kulakovius: Киевский профессор римской словесности в стружках времени (Эпопея). — Нью-Йорк: Алмаз, 2019. — 1136 с.: 480 ил. — ISBN 1-68082-014-1
- Візантійські склепіння Юліана Кулаковського: Київські контексти / Пер. [з рос.] Катерини Станіславської. — Київ: ДУХ І ЛІТЕРА, 2020. — 336 с.: вкл. 16 с. — (Серія «Постаті культури»). — ISBN 978-966-378-748-0
- Тривкий тролінґ трикстера: Метадраматургія Олександра Корнійчука. — Київ: ДУХ І ЛІТЕРА, 2021. — 608 с.: 24 с. іл. — (Серія «Постаті культури»). — ISBN 978-966-378-839-5
- Габричевский и вокруг: Теория архитектурного организма 1920—1930-х. — Нью-Йорк: Алмаз, 2022. — 280 с.: ил. — ISBN 978-68082-018-8
- Архітектоніка античної культури: Мурування архітектурознавчого антикознавства. — Київ: ДУХ І ЛІТЕРА, 2022. — 448 с.: 42 іл. — ISBN 978-966-378-958-3
- Розмай / Studia humanitatis: Статті, есеї, портрети / За заг. ред. К. Станіславської. – Київ: ДУХ І ЛІТЕРА, 2024. – 336 с.: іл. – ISBN 978-617-8262-87-7
- Про архітектоніку архітектурознавчої книжки: Семантичний ореол бібліофільської доби в Akzidenzschrift-композиціях Івана Рерберга 1930-х / За заг. ред. К. Станіславської. Київ. клуб бібліофілів. – Київ: Да Вінчі, 2025. – 120 с.: іл.: 129. – ISBN 978-617-8241-23-0

## Титульный редактор
- Габричевский А. Г. Теория и история архитектуры: Избранные сочинения. — Киев: Самватас, 1993. — XLIV, 258 с. — ISBN 5-8238-0151-3.
- Кулаковский Ю. А. Школа и мировоззрение Авита, епископа Вьеннского. — Киев: Изд. дом АСС, 1999. — XXVIII, 48 c. — ISBN 966-7452-19-0.
- Уманцев Ф. С. Этюды по теории и истории архитектуры и искусства. — Киев: Главкиевархитектура; НИИТИАГ, 2001. — XII, 352 c. — ISBN 966-7452-31-X.
- Кулаковский Ю. А. Эсхатология и эпикуреизм в античном мире: Избранные работы. — СПб: Алетейя, 2002. — 256 с. — ISBN 5-89329-461-0.
- Кулаковский Ю. А. История Византии: В 3 т. — 3-е изд., исправ. и доп. — СПб: Алетейя, 2003. — Т. 1: 395—518 годы. — 492 с. — ISBN 5-89329-618-4; Т. 2: 518—602 годы. — 400 с. — ISBN 5-89329-619-2; 2004. — Т. 3: 602—717 годы. — 352 с. — ISBN 5-89329-647-8.
- Кулаковский Ю. А. История римской литературы от начала Республики до начала Империи в конспективном изложении. — Киев: Изд. дом А+С, 2005. — LXVI, 260 c.] — ISBN 966-8613-11-2.
- Селивачёв А. Ф. «Психология юдофильства» и другие сочинения / Под науч. ред. А. А. Пучкова; Редкол.: К. Г. Максимович, А. А. Пучков, М. Р. Селивачёв и др. — Нью-Йорк: Алмаз, 2021. — 536 с.: ил. — ISBN 978-1-68082-017-1.
- Шміт Ф. Мистецтво: його психологія, його стилістика, його еволюція / Вступ. стаття, пер. з рос., комент. та додатки А. Пучкова; За заг. ред. К. Станіславської. — Київ: Дух і Літера, 2023. — 456 с.: 40 іл. — ISBN 987-617-8262-09-9.
- Утевська П., Горбачов Д. Будинок із левами: Нариси історії українського візуального мистецтва XI—XX століть / За заг. ред. А. Пучкова. — Київ: Дух і Літера, 2024. — 568 с.: іл. — ISBN 978-617-8262-23-5.

## Составитель библиографических указателей
- Олександр Георгійович Габричевський (1891—1968). — Київ: НДІТІАМ, 1994. — 32 с.
- Микола Якович Марр (1864—1934). — Київ: НДІТІАМ, 1994. — 16 с. (соавт. Ю. Л. Мосенкис)
- Іван Іванович Мєщанінов (1883—1967), Йосип Абгарович Орбелі (1887—1961). — Київ: НДІТІАМ, 1995. — 24 с. (соавт. Ю. Л. Мосенкис)
- Академик Сергей Александрович Жебелёв (1867—1941). — Киев: НИИТИАГ, 1997. — 46 с.
- Григорий Григорьевич Павлуцкий // Теорія та історія архітектури і містобудування: Зб. наук. пр. НДІТІАМ. — Київ, 1998. — Вип. 2. — Стр. 168—179.
- Григорий Никонович Логвин // Теорія та історія архітектури і містобудування: Зб. наук. пр. НДІТІАМ. — Київ, 1998. — Вип. 2. — Стр. 14-19.
- Юлиан Андреевич Кулаковский (1855—1919). — Киев: НИИТИАГ, 1999. — 52 с.
- Адольф Израилевич Сонни // Мова та історія. — Київ, 2002. — Вип. 61. — Стр. 26-38.
- Валентин Иванович Ежов. Библиогр. указатель построек, проектов и научных трудов: К 75-летию со дня рождения. — Изд. 2-е, перераб., исправ. и доп. — Киев: НИИТИАГ, 2002. — 99 с.: ил.
- Елена Марковна Годованюк // Теорія та історія архітектури і містобудування: Зб. наук. пр. НДІТІАМ. — Київ, 2002. — Вип. 5. — Стр. 13-20.
- Владимир Иванович Тимофеенко // Сучасні проблеми дослідження, реставрації та збереження культурної спадщини: Зб. наук. пр.ІПСМ НАМ України. — Київ, 2007. — Вип. 5. — Стр. 382—383.[5]

## Избранные статьи
- «Кирилловские черновики» А. В. Прахова (декабрь 1880 — ноябрь 1881 гг.) // Сучасні проблеми дослідження, реставрації та та збереження культурної спадщини / ІПСМ АМУ. — К.: Фенікс, 2007. — Вип. 4. — С. 153—294.
- «Кстати, подумайте, не можете ли помочь…»: Письма М. О. Гершензона и два философских трактата Алексея Фёдоровича Селивачёва (1912—1919 гг.) // Сучасні проблеми дослідження, реставрації та та збереження культурної спадщини / ІПСМ АМУ. — К.: Вид. дім А+С, 2006. — Вип. 3, ч. 2. — С. 147—192: ил.
- «Но горе тем, кто слышит, как в словах заигранные клавиши фальшивят»: И. Ф. Анненский и Ю. А. Кулаковский // Сучасні проблеми дослідження, реставрації та та збереження культурної спадщини / ІПСМ НАМ України. — К.: Фенікс, 2012. — Вип. 8. — С. 431—450.
- «Тектоника эллинов» Карла Бёттихера в «Пропилеях» Павла Леонтьева // Сучасні проблеми дослідження, реставрації та та збереження культурної спадщини / ІПСМ НАМ України. — К.: Фенікс, 2012. — Вип. 8. — С. 409—430.
- Contra Michaelem Gasparovum: Correctio ad rationem annalem in «Graecia curiosa» // Містобудування та територіальне планування. — К.: КНУБА, 2006. — Вип. 25. — C. 203—213.
- In memoriam: Михайло Леонович Гаспаров // Мова та історія. — К., 2005. — Вип. 85: In memoriam: Михайло Леонович Гаспаров (1935—2005) / Ред. вип. А. О. Пучков. — С. 4-23.
- Алексей Максимович Миронов об общей и частной роли искусства: Републикация старого текста в новых контекстах // Сучасні проблеми дослідження, реставрації та та збереження культурної спадщини / ІПСМ НАМ України. — К.: Фенікс, 2015. — Вип. 11. — С. 189—194.
- Архитектура романтической иронии как пластическое основание гротескной культуры (Преддверия А. Г. Габричевского) // Гуманізм і духовність в контексті культури. Кн. 1. Духовність у гуманістичних виявах творчості. — Дрогобич: Дрогоб. держ. пед. ін-т ім. Івана Франка, 1995. — С. 222—230.
- Архитектурная форма античности как организованный хаос бытия // Региональные проблемы архитектуры и градостроительства. — Одесса: Астропринт, 2005. — Вып. 7/8. — С. 524—535.
- Архитектурный текст Гоголя как диалог: Риторические фигуры архитектурной формы и зритель // The Seventh International Bakhtin Conference, Moscow, June 26-30: Book 1/2. — M.: Moscow State Pedagogical University, 1995. — Book 2. — С. 233—240.
- Архитектурный экфрасис Марциала: К постановке проблемы практического применения в архитектуроведении идио-номографического метода // Містобудування та територіальне планування. — К.: КНУБА, 2008. — Вип. 31. — С. 294—311.
- Архітектурна практика України у пошуках перерваної традиції: 1991—2006 роки. Парадоксальні спостереження // Нариси з історії образотворчого мистецтва України ХХ століття / ІПСМ АМУ. — К.: Інтертехнологія, 2007. — Кн. 2. — С. 482—557.
- Гёте і Габричевський: Міжвідомчі історико-культурні спостереження // Сучасні проблеми дослідження, реставрації та та збереження культурної спадщини / ІПСМ АМУ. — К.: Хімджест, 2010. — Вип. 7. — С. 177—278.
- Дедуктивные высоты эмпирея и эмпирическая действительность: Гиперболические повороты Олега Боднара // Шлях до гармонії: Мистецтво + математика. Тематичний зб. — Львів: Львів. нац. акад. мистец., 2007. — С. 76-88.
- До питання про соціальний першообраз, екзистенційний сенс та художню виразність архітектурної форми // Технічна естетика і дизайн: Міжвідомч. наук.-техн. зб. — К.: ВІПОЛ, 2002. — Вип. 2. — С. 71-77.
- Древнегреческий архитектор: Реконструкция творческой практики как интерпретация нетворческого ремесла // Сучасні проблеми дослідження, реставрації та та збереження культурної спадщини / ІПСМ АМУ. — К.: Фенікс, 2008. — Вип. 5. — С. 203—272.
- Живое вещество архитектурного процесса: Об одной мыслительной коллизии архитектуроведческого исследования // Теорія та історія архітектури і містобудування: Зб. наук. праць. — К.: НДІТІАМ, 1998. — Вип. 3: На честь Григорія Никоновича Логвина. — С. 52-59.
- Забытая тектология архитектуры: Маленький трактат А. В. Розенберга «Философия архитектуры» 1923 года и большое современное архитектуроведение // Сучасні проблеми дослідження, реставрації та та збереження культурної спадщини / ІПСМ АМУ. — К.: Хімджест, 2010. — Вип. 7. — С. 279—317.
- Искусствоведческие штудии Ф. И. Шмита в контексте современной эстетики // Самватас. — 1993. — № 8. — С. 82-87.
- К выяснению принципа изобразительной обнаженности скульптур древнегреческих божеств // Художня культура: Актуальні проблеми: Науковий вісник / ІПСМ АМУ. — К.: Вид. дім А+С, 2006. — Вип. 3. — C. 427—431.
- К ренессансным умозрениям Эрвина Панофски: Опыт культурологических инъекций // Философская и социологическая мысль. — 1993. — № 11/12. — С. 134—153 (соавт. М. Б. Кушнарёва).
- Классика и классицизм: Риторическая практика архитектурной теории // А. С. С. — 2002. — № 8 (40). — С. 83-85.
- Майстерність інтервалу, або Generalized Other Віктора Сидоренка // Сучасне мистецтво: Наук. зб. / ІПСМ НАМ України. — К.: Фенікс, 2012. — Вип. 8. — С. 61-72.
- Металопластика в архітектурі Києва на зламі ХІХ-ХХ століть // Архітектура України. — 1992. — № 1. — С. 34-36: іл.
- Метафора «государство — корабль — храм — птица» в древнегреческой культуре: Архитектуроведческие пролегомены // Региональные проблемы архитектуры и градостроительства. — Одесса: Астропринт, 2002. — Вып. 3/4. — С. 228—240.
- Метафора та метонімія як джерело античної архітектурної термінології // Архітектурна спадщина України. — К.: Головкиївархітектура; НДІТІАМ, 2002. — Вип. 5: Традиції та новаторство у містобудуванні України / За ред. В. І. Тимофієнка та А. О. Пучкова. — С. 307—313 (соавт. П. Я. Махлин).
- Мистецтвознавча особистість і доля її спадщини: Про Григорія Григоровича Павлуцького // Мистецтвознавство України: Зб. наук. пр. — К.: Фенікс, 2012. — Вип. 12. — С. 353—358.
- Моделирование истории архитектуры как её реконструкция и герменевтический акт // Сучасні проблеми архітектури та містобудування: Зб. наук. праць. — К.: КНУБА, 2005. — Вип. 14. — С. 56-61.
- Небоскреб как расшевеление окоченевшей традиции // Сучасне мистецтво: Наук. зб. / ІПСМ АМУ. — К.: ІПСМ АМУ; КЖД «Софія», 2009. — Вип. 6. — С. 233—238.
- Николай Иванович Брунов, архитектурологический компаративист: Очерк из истории архитектуроведения // Сучасні проблеми дослідження, реставрації та та збереження культурної спадщини / ІПСМ НАМ України. — К.: Фенікс, 2012. — Вип. 8. — С. 390—403.
- О живописи в театральном пространстве древней Греции: К лекции Г. Г. Павлуцкого «Скенография у греков» // Теорія та історія архітектури і містобудування: Зб. наук. праць. — К.: НДІТІАМ, 2002. — Вип. 5: На честь Олени Марківни Годованюк. — С. 374—386.
- О культуре и судьбах царственного любопытства: Размышления над метафорой «философ на троне», о просвещении и творческом непостоянстве // Сучасні проблеми художньої освіти в Україні / ІПСМ НАМ України. — К.: Фенікс, 2015. — Вип. 10. — С.252—273.
- О поэтике, логике и диалектике архитектуроведения // Региональные проблемы архитектуры и градостроительства. — Одесса: Астропринт, 2000. — Вып. 2. — С. 139—143.
- О принципах и границах применимости термина «поэтика» в архитектуроведении // Региональные проблемы архитектуры и градостроительства. — Одесса: Астропринт, 2005. — Вып. 7/8. — С. 344—353.
- Орнаментальні реалії О. М. Ґінзбурга й архітектурознавчі споглядання О. Г. Габричевського: Спроба методологічних кореляцій і культурний контекст // Архітектурна спадщина України. — К.: НДІТІАМ, 1994. — Вип. 1: Маловивчені проблеми історії архітектури та містобудування. — С. 180—187.
- Отечественная архитектурная эстетика 1920-х годов (А. Г. Габричевский, А. И. Некрасов, С. В. Шервинский): Опыт создания паралогического контекста // Архитектура Мира: Материалы конф. НИИТАГ РААСН «Запад — Восток: Личность в истории архитектуры». — М.: Architectura, 1995. — Вып. 4. — С. 45-50.
- Почему же современное искусство хорошо // А. С. С. — 2000. — № 4. — С. 92-94.
- Пространство Византии: Постановка проблемы «архитектуры гротеска» в контексте византийской истории XIII — первой половины XV веков // Самватас. — 1992. — № 7. — С. 143—183.
- Разбирая глаголицу: О традиционности современного искусства // Воля к Безмерному: Опыт постижения метафизического [Ukrainian Art Today Kiev — Paris: Каталог выставки] / Гл. упр. культуры и иск-в КГГА; Киев. музей русск. иск-ва; Благотв. фонд «Культура Украины и мир»; Междунар. арт-студия Украины; ИПСИ АИУ; Авт. идеи и куратор А. Клименко; Куратор Т. Ли. — К.: Оранта, 2008. — С. 50-57.
- Стильоспадкоємність радянської архітектури (1920-ті — початок 1990-х): Спроба побудови соціальної матриці // Нариси з історії образотворчого мистецтва України ХХ століття: У 2 кн. / ІПСМ АМУ. — К.: Інтертехнологія, 2007. — Кн. 2. — С. 77-94.
- Театралогия пространства: Опыт мифологической интервенции // Философская и социологическая мысль. — 1992. — № 9. — С. 16-36.
- Текстова презентація архітектурного образу як мотив світової літератури // Актуальні проблеми мистецької практики і мистецтвознавчої науки (Мистецькі обрії ’2012): Зб. наук. праць / ІПСМ НАМ України. — К.: Фенікс, 2012. — Вип. 4 (14-15). — С. 310—317.
- Тектоническая многомерность культуры барокко: Искусствоиспытательский ракурс // МІСТ: Мистецтво. Історія. Сучасність. Теорія. — К.: Фенікс, 2012. — Вип. 8. — С. 260—269.
- Теоретична спадщина української містобудівної школи // Теорія та історія архітектури [Юбилейный сборник к 50-летию НИИТИАГ]. — К.: НДІТІАМ, 1995. [— Вип. 1.] — С. 117—128 (соавт. В. В. Владимиров, Москва).
- Уявна трансформація радянського архітектурознавства в сучасне українське: Скалярні величини і верстові стовпчики // Сучасні проблеми дослідження, реставрації та та збереження культурної спадщини / ІПСМ НАМ України. — К.: Фенікс, 2025. — Вип. 11. — С. 220—242.
- Филиация утопических прибежищ космополита в эллинском полисе и римском городе // Містобудування та територіальне планування. — К.: КНУБА, 2009. — Вип. 32. — С. 368—376.
- Эпистолярий искусствоведа как охранительная основа культурной памяти: Письма члена-корреспондента АН СРСР А. А. Сидорова // Сучасні проблеми дослідження, реставрації та збереження культурної спадщини / ІПСМ АМУ. — К.: Муз. Україна, 2004. — Вип. 1. — С. 127—156.
- Юлиан Кулаковский и его «История Византии» в пространствах российского византиноведения: Последний классик летописного жанра и культура жанра // Кулаковский Ю. А. История Византии. Т. 1: 395—518 годы. — 3-е изд., исправ. и доп. — СПб: Алетейя, 2003. — С. 5-48.
- Язык архитектуры как феноменологическая авантюра (Неопубликованные тезисы об аттракционах архитектурной формы) // Самватас. — 1992. — № 5. — С. 351—355.

Как редактор выпустил около двухсот разножанровых изданий (монографии, научные сборники, проза, стихи и так далее).